# سطام اللحياني
سطام اللحياني لاعب كرة قدم سعودي يلعب كمهاجم في نادي الجبيل.

## مسيرة اللاعب
بدأ في نادي الفيحاء في الفئات السنية ولعب في الفريق الأول وانتقل إلى نادي الجبيل في عام 2024.